# L'Arnaqueur de Tinder
Pour plus de détails, voir Fiche technique et Distribution.
L'Arnaqueur de Tinder (The Tinder Swindler) est un film britannique réalisé par Felicity Morris, sorti en 2022.

## Synopsis
Un homme, Shimon Hayut, séduit des femmes sur Tinder et les vole. Celles-ci s'unissent et décident de contre-attaquer.

## Fiche technique
- Titre : L'Arnaqueur de Tinder
- Titre original : The Tinder Swindler
- Réalisation : Felicity Morris
- Musique : Jessica Jones
- Photographie : Edgar Dubrovskiy
- Montage : Julian Hart
- Production : Bernadette Higgins
- Société de production : AGC Studios, Gaspin Media et Raw Television
- Pays de production :  Royaume-Uni
- Genre : Documentaire
- Durée : 114 minutes
- Dates de sortie : 
  - Netflix : 2 février 2022

## Accueil
Kevin Maher pour le Times a donné au film la noté de 4/5